# 이심강

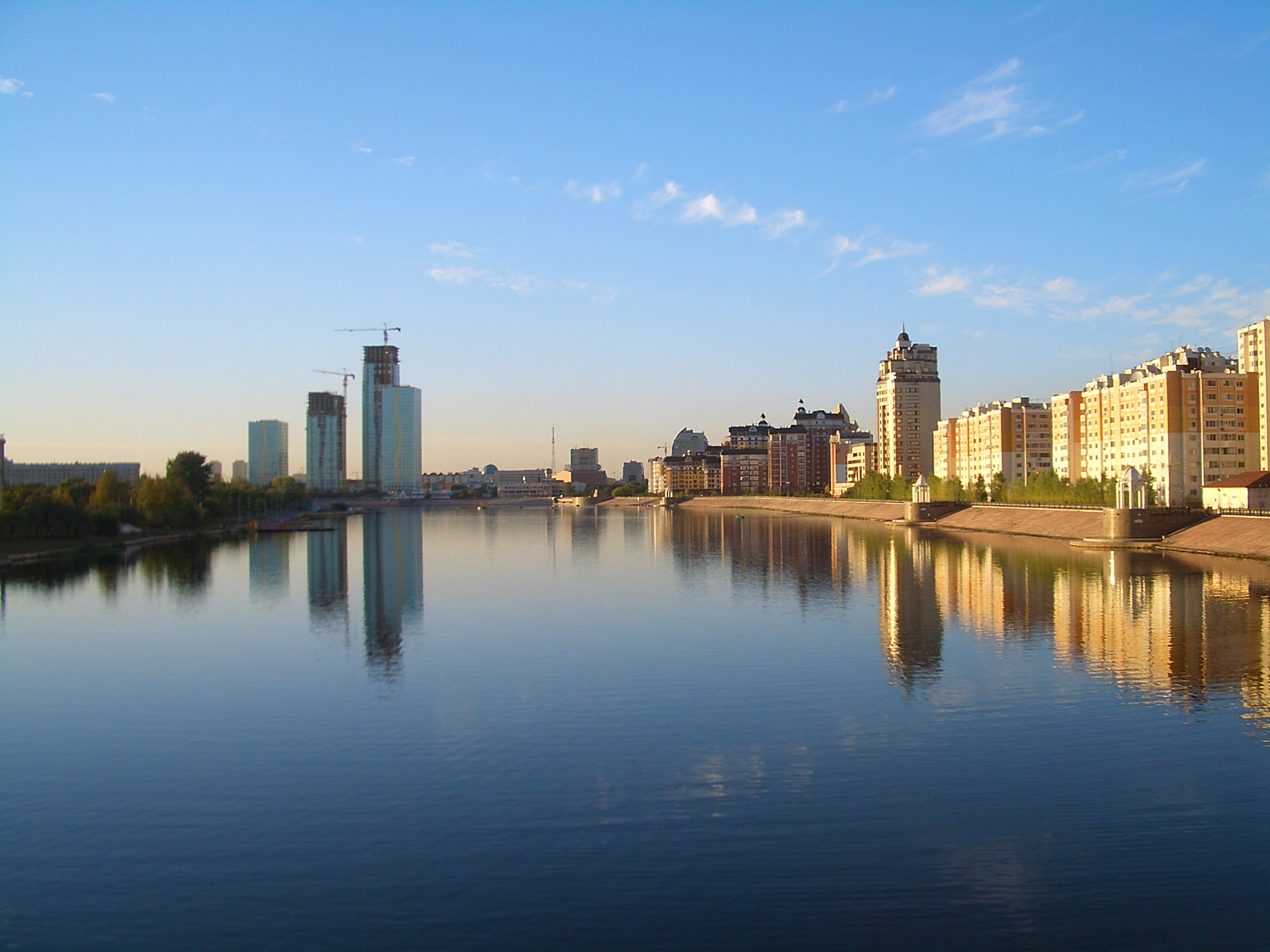

이심강(러시아어: Ишим, 다른 이름은 '에실강')은 카자흐스탄과 러시아를 경유해서 흐르는 강이다. 유역길이는 2450 km이다. 이르티시강의 지류이고, 카자흐스탄의 수도 아스타나를 지나간다.